# Bagsværd Roklub
Bagsværd Roklub er en roklub ved Bagsværd sø.
Roklubben blev stiftet i 1943 af en gruppe københavnske roere, der ønskede at fokusere på outrigger-roning. De første mange år havde klubben et brugt træhus, som klubhus. I 1974 kunne man dog indvie det nuværende klubhus, med de faciliteter, der er nødvendige for roning. 
Som en integreret del af klubben har Kraftcenter Bagsværd fokus på talentudvikling af roere mellem 12 og 15 år. Kraftcentret er for roere fra klubber på hele Sjælland.